# Laurent Louis
Laurent Louis, né le 29 février 1980 à Nivelles, est un homme politique belge.
Il est député de 2010 à 2014. Connu pour ses positions controversées, il est condamné pour négationnisme en 2017.

## Biographie

### Vie personnelle
Il fait ses études secondaires au collège Sainte-Gertrude de Nivelles puis commence des études en droit à l’Université catholique de Louvain, qu'il abandonne. Il travaille ensuite comme traducteur-réviseur au sein d'une société créée par son épouse.

### Carrière politique
Il commence sa carrière politique au sein du Mouvement réformateur en 2007. Il est un temps collaborateur de la députée Florence Reuter et président des Jeunes MR de Nivelles. En février 2010, il décide de quitter le Mouvement réformateur pour rejoindre le Parti populaire - créé trois mois auparavant.
Il est élu en 2010 député fédéral sur la liste du Parti populaire, dont il est le seul parlementaire. Six mois après son élection, il est exclu de son parti à cause de divergences idéologiques. Il crée alors le Mouvement libéral démocrate (MLD), classé à l'extrême droite,. Candidat à Nivelles lors des élections communales et provinciales du 14 octobre 2012, il ne parvient pas à former une liste complète (il ne présente que 9 candidats sur 29) et obtient moins de 2 % des voix. En 2013, il dissout le MLD, réclame la dissolution de tous les partis politiques responsables selon lui d’une prise en otage de la démocratie et propose la création d’un parlement « citoyen » composé d’élus tirés au sort, gage selon lui d’une réelle représentativité.
Après un bref passage au sein du parti islamiste ISLAM qui se terminera dans un imbroglio médiatique, il fonde le mouvement « Debout les Belges », qu'il dissout après avoir perdu son mandat de député, lors des élections de 2014 pour s’engager dans la voie de l’information et de l’éveil des citoyens. Lors des élections fédérales de 2014, Laurent Louis recueille un peu plus de 13.000 voix de préférence qui font de lui la septième figure politique de la province de Hainaut.
En mai 2014, Laurent Louis organise un « Congrès européen de la dissidence », avec la participation de diverses personnalités comme Dieudonné, Alain Soral, Kémi Seba, Pierre Hillard et Hervé Ryssen. La manifestation — décrite dans la presse comme un « congrès antisémite » — est finalement interdite par les autorités belges. Les quelque 500 personnes présentes sur place sont dispersées par les forces de l'ordre,,,,.
En février 2025, il annonce son retour en politique, avec un nouveau parti appelé Révolution.

### Accusations d’arnaque à la cryptomonnaie
Entre 2016 et 2018, il est intermédiaire pour un système de Ponzi, présenté comme une cryptomonnaie, OneCoin. Depuis 2017, il fait l'objet d'une enquête concernant des soupçons d' « arnaque à la cryptomonnaie » par le parquet financier de Charleroi . En mars 2023, sa résidence à Lyon est perquisitionnée par la police française.

### Poursuites engagées contre Opaline Meunier
Opaline Meunier  est poursuivie en justice par Laurent Louis qu'elle a qualifié de « multi-criminel récidiviste »,. En première instance, en mai 2025, elle est reconnue coupable d'injure et d'atteinte à l'honneur du plaignant, mais prévoit de faire appel.

## Positions politiques
Figure controversée, Laurent Louis se signale principalement par de multiples provocations publiques et par la diffusion de rumeurs visant diverses personnalités. D'abord coutumier de la dénonciation de « réseaux pédophiles » au sein de la classe politique belge, il adopte ensuite des positions « antisionistes » qui lui valent des accusations d'antisémitisme, puis une condamnation en 2015 pour négationnisme. Il bénéficie en septembre 2017 d'une suspension du prononcé à la condition de visiter chaque année pendant cinq ans un camp de la mort et d'en faire un compte rendu sur son blog,. Il est un temps proche de Dieudonné, avec qui il rompt en 2015.

## Résultats électoraux

### Élections fédérales
| Année | Circonscription | Liste             | Voix de préférence | % de la liste | Issue   |
| ----- | --------------- | ----------------- | ------------------ | ------------- | ------- |
| 2010  | Brabant Wallon  | Parti Populaire   | 1 345              | 5,04          | Élu     |
| 2014  | Hainaut         | Debout les Belges | 13 183             | 3,34          | Non élu |

## Publication
- Debout, sous-titré La biographie de l'accident de la démocratie, autobiographie, 2014.